# Благоварский сельсовет
Благоварский сельсовет — муниципальное образование в Благоварском районе Башкортостана.

## История
Согласно «Закону о границах, статусе и административных центрах муниципальных образований в Республике Башкортостан» имеет статус сельского поселения.

## Население
| 2002  | 2009  | 2010  | 2012  | 2013  | 2014  | 2015  |
| ----- | ----- | ----- | ----- | ----- | ----- | ----- |
| 2408  | ↗2618 | ↘2565 | ↘2537 | ↘2508 | ↘2483 | ↗2502 |
| 2016  | 2017  |       |       |       |       |       |
| ↘2469 | ↘2467 |       |       |       |       |       |

## Состав сельского поселения
| № | Населённый пункт  | Тип населённого пункта       | Население |
| - | ----------------- | ---------------------------- | --------- |
| 1 | Благовар          | село, административный центр | ↘2061     |
| 2 | Самарино          | село                         | →285      |
| 3 | Новоалександровка | село                         | ↗217      |
| 4 | Кирилло-Кармасан  | деревня                      | ↘2        |
| 5 | Голышево          | село                         | →0        |
| 6 | Ильинка           | деревня                      | →0        |